# El Ingenio (El Oro)
El Ingenio ist eine Ortschaft und eine Parroquia rural („ländliches Kirchspiel“) im Kanton Marcabelí der ecuadorianischen Provinz El Oro. Die Parroquia besitzt eine Fläche von 18,3 km². Die Einwohnerzahl lag im Jahr 2010 bei 252.

## Lage
Die Parroquia El Ingenio liegt in den Ausläufern der westlichen Anden im Südwesten von Ecuador. Das Gebiet wird im Westen, im Norden und im Osten von einem Höhenkamm eingerahmt. Der höchste Punkt bildet der 1293 m hohe Cerro el Oso. Der 570 m hoch gelegene Ort El Ingenio befindet sich 6 km nordnordwestlich vom Kantonshauptort Marcabelí.
Die Parroquia El Ingenio grenzt im Nordosten an die Parroquia La Bocana (Kanton Piñas), im Süden an die Parroquia Marcabelí, sowie im Westen an die Parroquia San Isidro und im Nordwesten an das Municipio von Arenillas.

## Orte und Siedlungen
In der Parroquia gibt es neben dem Hauptort El Ingenio die Sitios El Roció und El Rosal.

## Geschichte
Die Parroquia El Ingenio wurde am 28. Dezember 1987 gegründet. Zuvor war El Ingenio ein Sitio.